# 拉科韋齊 (科洛梅亞區)
48°48′11″N 25°18′4″E / 48.80306°N 25.30111°E

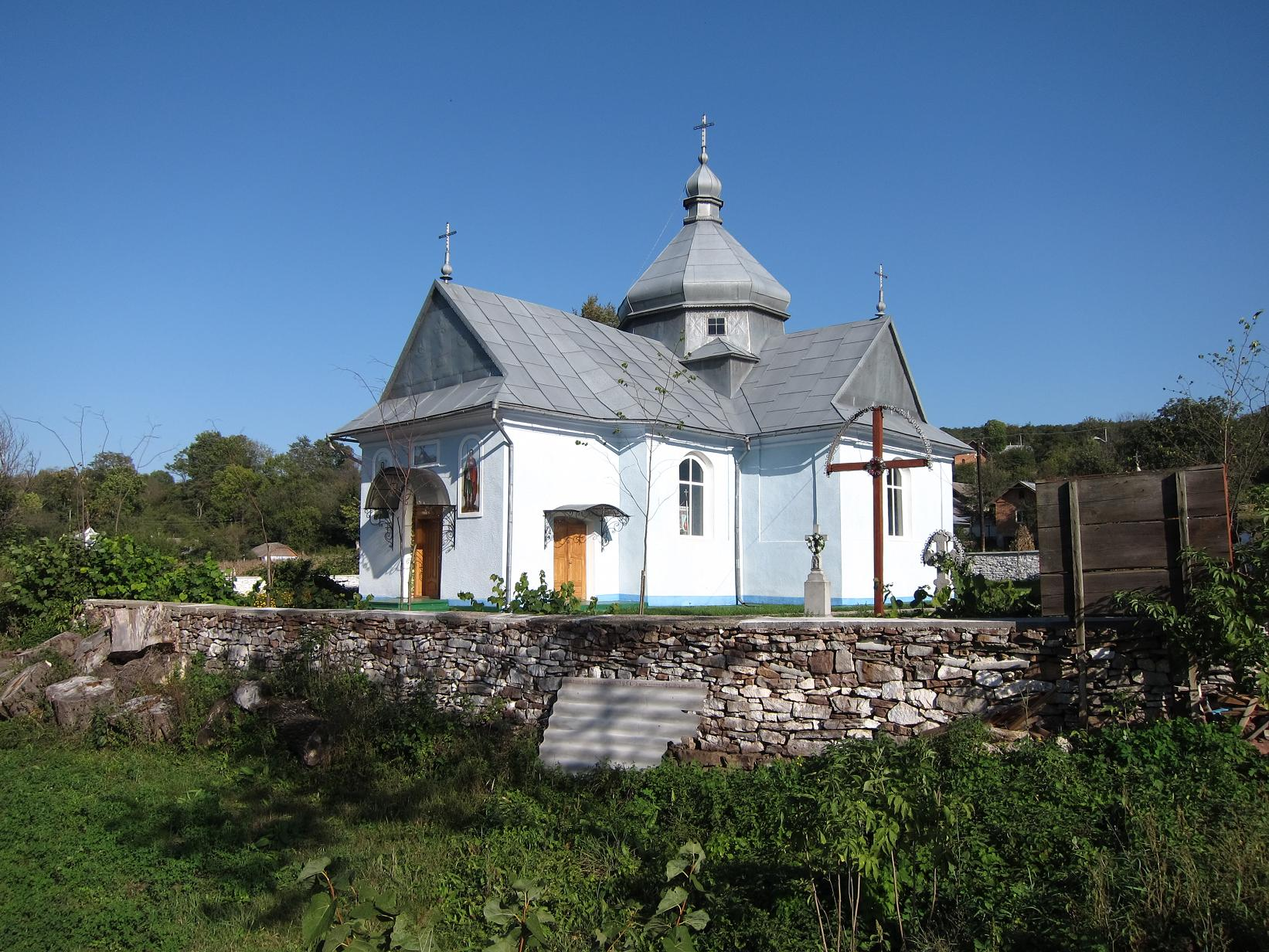

拉科韋齊（烏克蘭語：Раковець），是烏克蘭的村落，位於該國西部伊萬諾-弗蘭科夫斯克州，由科洛梅亚区負責管轄，處於德涅斯特河畔，面積14.21平方公里，2001年人口823。